# تام روزنتال (بازیکن فوتبال)
تام روزنتال (انگلیسی: Tom Rosenthal؛ زادهٔ ۳ سپتامبر ۱۹۹۶) بازیکن فوتبال اهل بلژیک است.
از باشگاه‌هایی که در آن بازی کرده‌است می‌توان به باشگاه فوتبال زولته وارخم و باشگاه فوتبال کویینز پارک رنجرز اشاره کرد.
وی همچنین در تیم‌های ملی فوتبال Belgium national under-18 football team, تیم ملی فوتبال زیر ۱۹ سال بلژیک، و زیر ۲۱ سال اسرائیل بازی کرده‌است.